# Atletica leggera ai Giochi della XXVIII Olimpiade - Salto in lungo maschile

Video della Finale (Dwight Phillips)

Video della Finale (John Moffitt)

Video della Finale (Joan Lino Martinez)

Il salto in lungo ha fatto parte del programma di atletica leggera maschile ai Giochi della XXVIII Olimpiade. La competizione si è svolta nei giorni 24 e 26 agosto 2004 allo Stadio Olimpico di Atene. Vi hanno preso parte 40 atleti.

## Presenze ed assenze dei campioni in carica
| Competizione         | Atleta               | Prestazione | Atene 2004 |
| -------------------- | -------------------- | ----------- | ---------- |
| Olimpiadi 2012       | Iván Pedroso         | 8,55 m      | Presente   |
| Commonwealth 2002    | Nathan Morgan        | 8,02 m      | Assente    |
| Europei 2002         | Aleksey Lukashevich  | 8,08 m      | Presente   |
| Coppa del mondo 2002 | Savanté Stringfellow | 8,21 m      | Non qual.  |
| Asiatici 2002        | Hussein Al-Sabee     | 8,14 m      | Assente    |
| Panamericani 2003    | Iván Pedroso         | 8,23 m      | Presente   |
| Africani 2003        | Ignisious Gaisah     | 8,30 m      | Presente   |
| Mondiali 2003        | Dwight Phillips      | 8,32 m      | Presente   |
|                      |                      |             |            |
| Mondiali junior 2000 | Cai Peng             | 7,88 m      | Assente    |

## Turno eliminatorio
Qualificazione8,10 m
Sei atleti ottengono la misura richiesta (miglior salto: 8,31 di Dwight Phillips).
Ad essi vengono aggiunti i 6 migliori salti. I primi tredici atleti hanno saltato almeno 8,05, il che non era mai accaduto.

## Finale
Stadio olimpico, giovedì 26 agosto, ore 20:00.
| Primatista mondiale   | 8,95 | Mike Powell     | Rit. 1996 |
| Primatista stagionale | 8,60 | Dwight Phillips | Presente  |

1. ↑  Record stabilito nel 1991.

Dwight Phillips balza subito in testa alla classifica con un ottimo 8,59. Il britannico Christopher Tomlinson gli è dietro con 8,25. Al secondo turno Joan Lino Martínez (ex Cuba) si porta al secondo posto con 8,32 (primato personale). Phillips infila due nulli poi, nei salti di finale, si mette a guardare cosa fanno gli altri.

James Beckford al quarto turno si migliora a 8,31 ed è momentaneamente terzo. Ma alla quinta prova John Moffitt fa tremare Phillips con un balzo a 8,47. Un altro brivido è dato da James Beckford, che effettua un salto vicino a 8,50. Viene ritenuto nullo per pochi millimetri, ma scorrendo le immagini televisive rimane il dubbio.

Phillips sente la pressione e torna a scaldarsi; esegue un ultimo salto a 8,35; Moffit si ferma a 8,24 e si accontenta dell'argento. Il bronzo va a Martínez.
È stata una gara di alto livello tecnico, con otto atleti oltre 8,20; sono state stabilite le migliori prestazioni per gli atleti dal sesto all'ottavo posto.

Con la vittoria di Dwight Phillips gli atleti USA conquistano il titolo olimpico della specialità per la 22ª volta su 25 edizioni.
| Pos     | Atleta             | Nazionalità | 1ª prova | 2ª prova | 3ª prova | 4ª prova | 5ª prova | 6ª prova | Misura | Note |
| ------- | ------------------ | ----------- | -------- | -------- | -------- | -------- | -------- | -------- | ------ | ---- |
| Oro     | Dwight Phillips    | Stati Uniti | 8,59     | x        | x        | -        | -        | 8,35     | 8,59   |      |
| Argento | John Moffitt       | Stati Uniti | 8,10     | 8,28     | 7,85     | 8,19     | 8,47     | 8,24     | 8,47   |      |
| Bronzo  | Joan Lino Martínez | Spagna      | 7,79     | 8,32     | 8,02     | 8,06     | -        | 8,06     | 8,32   |      |
| 4       | James Beckford     | Giamaica    | 8,15     | 8,15     | x        | 8,31     | X        | 8,12     | 8,31   |      |
| 5       | Chris Tomlinson    | Regno Unito | 8,25     | 8,04     | 8,11     | 8,09     | 8,05     | 7,92     | 8,25   |      |
| 6       | Ignisious Gaisah   | Ghana       | 8,01     | 8,06     | x        | 8,24     | 8,12     | 8,09     | 8,24   |      |
| 7       | Iván Pedroso       | Cuba        | 8,19     | x        | 8,09     | x        | 8,23     | x        | 8,23   |      |
| 8       | Bogdan Ţărus       | Romania     | x        | 8,08     | x        | x        | 8,16     | 8,21     | 8,21   |      |
| 9       | Vitalij Shkurlatov | Russia      | x        | 7,88     | 8,04     |          |          |          | 8,04   |      |
| 10      | Jonathan Chimier   | Mauritius   | 8,03     | 7,79     | 6,78     |          |          |          | 8,03   |      |
| 11      | Yago Lamela        | Spagna      | x        | x        | 7,98     |          |          |          | 7,98   |      |
| 12      | Salim Sdiri        | Francia     | x        | x        | 7,94     |          |          |          | 7,94   |      |